# 天順 (蕭惟堂)
天順（てんじゅん）は清代に蕭惟堂が自立し用いた私年号。1661年。

## 西暦・干支・他元号との対照表
| 天順 | 元年     |
| 西暦 | 1661年   |
| 干支 | 辛丑     |
| 清   | 順治18年 |
| 南明 | 永暦15年 |